# 長沼分屯基地
長沼分屯基地（ながぬまぶんとんきち、JASDF Naganuma Sub Base）とは、北海道夕張郡長沼町馬追台に所在し、第11高射隊と第24高射隊が配置されている航空自衛隊千歳基地の分屯基地である。
分屯基地司令は、第11高射隊長が兼務。

## 沿革
- 昭和43年 5月 防衛庁、長沼馬追山に基地設置を発表。
- 昭和43年 6月 長沼町議会、基地設置協力の決議案可決。
- 昭和46年12月 分屯基地開設。（第3高射群第11高射隊新設）
- 昭和47年 5月 ナイキJ・ミサイル射統器材及び発射機2基展開。
- 昭和48年 2月 ナイキJによる防空準備態勢の開始。
- 平成 2年 4月 ナイキJからペトリオットに器材改編。
- 平成 2年 8月 第4高射群第24高射隊新設。
- 平成23年 7月 分屯基地創立40周年記念行事を開催。

## 配置部隊
北部航空方面隊隷下
- 北部高射群 - 地対空誘導弾パトリオットを運用する。
  - 第11高射隊 - PAC-2を配備。
  - 第24高射隊 - PAC-2を配備。